# Jogers Sandrasselotter
Jogers Sandrasselotter (Echis jogeri) ist eine Art der Vipern (Viperidae) und darin zur Gattung der Sandrasselottern (Echis) gehörend. Die Schlange wurde erst 1990 aus Mali beschrieben, Angaben über ihre Lebensweise sind unbekannt. Wie alle Sandrasselottern hat auch diese Art ein potentes Gift, genaueres ist allerdings nicht bekannt. Benannt wurde die Schlange nach dem Fänger des Typusexemplars.

## Merkmale
Jogers Sandrasselotter ist eine kleine Sandrasselotter mit einer Körperlänge von etwa 30 cm. In ihrer Kopfbeschuppung ähnelt sie vor allem der Weißbauch-Sandrasselotter (Echis leucogaster). Die Augen sind gelblich und relativ weit vorn sitzend.
Die Körperfarbe sowie die Zeichnung sind variabel, die Grundfarbe reicht von braun über grau bis zu einem rötlichen Farbton. Der meist dunkle Rücken besitzt Serie von hellen, durch dunkle Schuppen eingefassten, balkenartige Rückenflecken. Die Flanken sind heller und durch dunkle dreieckige oder runde Flecken mit heller Umrandung gezeichnet. In der Körpermitte besitzt die Schlange um 27 Schuppenreihen. Die Bauchseite ist cremeweiß oder elfenbeinfarben und besteht aus 123 bis 136 Bauchschuppen.

## Verbreitung und Lebensraum
Die Schlange ist bislang nur aus Mali bekannt, als Terra typica gab der Erstbeschreiber einen Ort nahe Timbuktu an.